# Hors limites (film)
Pour les articles homonymes, voir Exit Wounds et Hors limites.
Pour plus de détails, voir Fiche technique et Distribution.
Hors limites, ou Blessures fatales au Québec (Exit Wounds), est un film américain réalisé par Andrzej Bartkowiak, sorti en 2001.

## Synopsis
Orin Boyd est un flic quelque peu brutal. Bien qu'ayant sauvé la vie du vice-président des États-Unis d'une attaque terroriste en le lançant d'un pont pour tomber dans le fleuve en manquant de le noyer, ses méthodes peu banales le font muter dans les quartiers difficiles. Là il découvre Latrell Walker qui semble être un gros trafiquant de drogue...

## Fiche technique
- Titre original : Exit Wounds
- Titre français : Hors limites
- Titre québécois : Blessures fatales
- Réalisation : Andrzej Bartkowiak
- Scénario : Ed Horowitz et Richard D'Ovidio, d'après le roman éponyme de John Westermann
- Musique : Damon 'Grease' Blackman et Jeff Rona
- Photographie : Glen MacPherson (en)
- Montage : Derek Brechin
- Décors : Paul D. Austerberry
- Costumes : Jennifer L. Bryan
- Production : Bruce Berman (en), Dan Cracchiolo, John M. Eckert, Ernest Johnson et Joel Silver
- Sociétés de production : Village Roadshow Pictures, NPV Entertainment et Silver Pictures
- Société de distribution : Warner Bros.
- Budget : 33 millions de dollars américains (24,22 millions d'euros)
- Pays de production :  États-Unis,  Australie
- Langue : anglais
- Format : Couleurs - 2,35:1 - DTS / Dolby Digital / SDDS - 35 mm
- Genre : Action
- Durée : 101 minutes
- Dates de sortie :
  - États-Unis : 16 mars 2001
  - France : 25 avril 2001
  - Belgique : 2 mai 2001

## Distribution
- Steven Seagal (VF : Jean-François Aupied VQ : Hubert Gagnon) :   l'inspecteur Orin Boyd
- DMX (VF : Jean-Paul Pitolin VQ : Pierre Auger) : Latrell Walker/Leon Rollins
- Isaiah Washington (VF : Frantz Confiac VQ : Jean-Luc Montminy) : l'inspecteur George Clark
- Anthony Anderson (VF : Christophe Peyroux VQ : François L'Écuyer)  : T.K. Johnson
- Michael Jai White (VF : Jacques Martial  VQ : Daniel Picard)  : Lewis Strutt
- Bill Duke (VF : Daniel Kamwa  : Chef Hinges
- Jill Hennessy (VF : Françoise Cadol VQ : Christine Seguin    : Annette Mulcahy
- Tom Arnold (VF : Michel Dodane VQ : Luis de Cespedes)  : Henry Wayne
- Bruce McGill (VF : Mario Santini  VQ : Mario Desmarais) : Frank Daniels
- David Vadim (VF : David Kruger  VQ : Antoine Durand)   : l'inspecteur Matt Montini
- Eva Mendes (VF : Rafaele Moutier  VQ : Hélène Mondoux)  :  Trish
- Jennifer Irwin (VF : Claire Guyot) : Linda
- Matthew G. Taylor (VF : Antoine Tomé)  : Useldinger
- Arnold Pinnock (en) (VF : Thierry Desroses)  : Alan Morris
- Paolo Mastropietro : Parker
- Shane Daly : Fitz
- Drag-On (VF: Lucien Jean-Baptiste) : Shaun Rollins

## Autour du film
- Le tournage s'est déroulé du 11 août au 23 décembre 2000 à Calgary (la scène du pont), Edmonton, Hamilton (la course-poursuite à moto censée se dérouler à Détroit) et Toronto.
- Hors limites est le deuxième opus d'une trilogie réalisée par Andrzej Bartkowiak, initiée par Roméo doit mourir en 2000 et conclue avec En sursis en 2003.

## Bande originale
- Feelin' The Hate, interprété par Ja Rule
- The Fun Lovin' Criminal, interprété par Fun Lovin' Criminals
- No Sunshine, interprété par DMX
- Good Girls, Bad Guys, interprété par DMX et Dyme
- I Got You (I Feel Good), interprété par James Brown
- Throw Your Hands Up, interprété par Chicago
- Off Da Chain Daddy, interprété par Drag-On et Aja
- Fo' All Ya'll, interprété par Caviar et WC
- State To State, interprété par Black Child et Ja Rule
- Hangin' On, interprété par The Black Brothers
- We Got, interprété par Trick Daddy et Trina
- Come On Baby (Crystal Method Mix), interprété par Moby
- D-X-L (Hard White), interprété par DMX, The LOX et Drag-On
- Force Marker, interprété par Brian Eno
- Party, interprété par Sincere et Timbaland
- It's On Me, interprété par Ideal
- Angel, interprété par DMX et Regina Belle
- Hell Yeah (Remix), interprété par Outsiderz 4 Life
- Gangsta Tears, interprété par Nas
- They Don't F@*k Wit You, interprété par Three 6 Mafia et Pat
- Walk With Me, interprété par Big Stan et DMX
- 1-2-3, interprété par Memphis Bleek
- Bust Your Gun, interprété par The LOX, Styles P. et Sheek Louch
- Steady Grinding, interprété par Mack 10 et Cash Money Millionaires
- Incense Burning, interprété par Playa
- Hey Ladies, interprété par Lady Luck et Redman
- Dog 4 Life, interprété par Iceberg

## Distinctions
- Nomination au prix de la meilleure révélation masculine pour DMX, lors des MTV Movie Awards en 2002.